# Cantó de Ris-Orangis
El cantó de Ris-Orangis és un cantó francès del departament d'Essonne, situat al districte d'Évry i al districte de Palaiseau. Des del 2017 té sis municipis..

## Municipis
- Bondoufle
- Fleury-Mérogis
- Le Plessis-Pâté
- Ris-Orangis
- Vert-le-Grand
- Vert-le-Petit

## Història
| Data d'elecció                           | Identitat         | Partit | Qualitat |
| ---------------------------------------- | ----------------- | ------ | -------- |
| 1967-1976                                | Daniel Perrin     | PCF    |          |
| 1976-1982                                | Michel Marcou     | RPR    |          |
| 1982-1994                                | Daniel Perrin     | PCF    |          |
| 1994-2012                                | Thierry Mandon    | PS     |          |
| 2012-                                    | Stéphane Raffalli | PS     |          |
| les dades anteriors no són pas conegudes |                   |        |          |
|                                          |                   |        |          |

## Demografia
| A partir de 1990: Població sense dobles comptes |